# Safford Cape
Safford Cape (* 28. Juni 1906 in Denver; † 26. März 1973 in Uccle (Brüssel)) war ein US-amerikanischer Komponist, Musikwissenschaftler und Dirigent, der ab 1925 in Belgien wirkte.

## Leben und Wirken
Nach erstem Musikunterricht in Denver, die er von der Belgierin Anne Menig erhielt, kam Safford Cape auf deren Drängen 1925 an das Königliche Konservatorium Brüssel, hier studierte er bei Raymond Moulaert (1875–1962) Komposition und bei Charles Van den Borren Musikgeschichte. Zwischen 1928 und 1932 betätigte er sich hauptsächlich als Komponist und schuf in dieser Zeit erfolgreich Klavierstücke, Kammermusik und Lieder, die unter dem Einfluss der Musik Arnold Schönbergs standen.
Unter dem Einfluss von Charles Van den Borren, der seit 1927 sein Schwiegervater war, widmete sich Safford Cape ab 1932 ausschließlich der Erforschung und stilgerechten Interpretation der Musik des Mittelalters und der Renaissance. Hierzu gründete er Ende 1932 das Ensemble Pro Musica Antiqua, welches anfänglich aus jeweils fünf Sängern und fünf Instrumentalsolisten bestand. In wischen gag er mit seinem Ensemble zahlreiche Konzerte in vielen belgischen Städten, aber auch in Luxemburg, den Niederlanden und Frankreich. Bis Ende 1939 arbeitete Cape mit dem nach Paris emigrierten deutschen Musikwissenschaftler Curt Sachs an einem Projekt „Klingende Musikgeschichte auf Schallplatte“ unter dem Titel Anthologie sonore. Während des Krieges lebte Cape unter falschem Namen und schloss sich Kreisen des Widerstandes an. Schon in der unmittelbaren Nachkriegszeit gab er Konzerte in Portugal, in Paris und London. Später unternahm er mit seinem Ensemble zahlreiche Konzertreisen durch Europa, Nord- und Südamerika sowie nach Japan.
Für die Labels His Master’s Voice, EMS Recordings und ab den 1950er Jahren verstärkt auch für die unter der Leitung von Fred Hamel stehende Archiv Produktion, dem musikhistorischen Studio der Deutschen Grammophon Gesellschaft spielte er bis 1965 rund 100 Werke auf mehr als 80 Tonträgern ein. Hierbei konzentrierte er sich überwiegend auf Werke französischer oder franco-flämischer Komponisten, wie beispielsweise Guillaume de Machaut, Guillaume du Fay, Clément Janequin, Johannes Ockeghem, Josquin Desprez, Cipriano de Rore, Orlando di Lasso oder Nicholas Gombert.
1957 gründete er in Brügge das Séminaire Européen de Musique Anciènne und 1961, dank der Förderung der Calouste-Gulbenkian-Stiftung, eine ähnliche Einrichtung in Lissabon.
Safford Cape war Dozent für Musikwissenschaften an den Konservatorien von Lüttich und Brüssel sowie einer der Bibliothekare des Brüsseler Konservatoriums.
Safford Cape gilt heute als wichtiger Wegbereiter der Erforschung und als Pionier der Aufführungspraxis der damals in Vergessenheit geratenen Musik des 12. bis 16. Jahrhunderts, der auf die nachfolgende Musikergeneration nachhaltigen Einfluss ausübte. Zu den Musikern seines Ensembles zählte ab 1962 Sigiswald Kuijken.